# 露絲·杜爾
露絲·杜爾（英語：Ruth Durrer，1958年—）是日內瓦大學的宇宙學教授，研究領域包含宇宙微波背景輻射、膜宇宙學及質量引力。

## 早年生活及教育
杜爾出生於克恩斯。她在Kantonales Lehrerseminar完成了高中教育，並繼續在蘇黎世大學深造。1988年，她在諾伯特·施特勞曼（Norbert Straumann）的指導下於蘇黎世大學以微擾理論獲得博士學位。她隨後在劍橋大學進行了一年的博士後研究，並於1989年加入普林斯頓大學任職。1991 年，杜爾回到蘇黎世，完成了博士後研究。